# Nellosana
Genre
Nellosana est un genre de coléoptères de la famille des Ptiliidae. 

## Systématique
Le genre Nellosana a été créé par Colin Johnson (d) en 1982.

## Liste d'espèces
- Nellosana elegantula, Johnson, 1982[1]
- Nellosana grandis, Johnson, 1982[1]
- Nellosana intermedia, Johnson, 1982[1]
- Nellosana minima, Johnson, 1982[1]

## Publication originale
- (en) Johnson, Colin, « An introduction to the Ptiliidae (Coleoptera) of New Zealand », New Zealand Journal of Zoology, Société royale de Nouvelle-Zélande et Taylor & Francis, vol. 9, no 3,‎ juillet 1982, p. 333-376 (ISSN 0301-4223 et 1175-8821, DOI 10.1080/03014223.1982.10423865, lire en ligne).